# دلافين شائعة
الدلافين الشائعة (الاسم العلمي: Delphininae) هي أسرة من الحيتانيات تتبع فصيلة الدلافين المحيطية من رتبة مزدوجات الأصابع.

## أجناس الدلافين الشائعة
- الدلفين الشائع
- دلفين قاروري الخطم
  - دلفين أبيض المنقار
  - دلفين أطلسي أبيض الجنب
  - دلفين داكن
  - دلفين باسيفيكي أبيض الجنب
  - دلفين الساعة الرملية
  - دلفين بيل
- دلفين منقط
  - دلفين أطلسي منقط
  - دلفين مداري منقط
  - دلفين دوار
  - دلفين كلايمين
  - دلفين أزرق أبيض